# Lunow-Stolzenhagen
Lunow-Stolzenhagen is een gemeente in de Duitse deelstaat Brandenburg, en maakt deel uit van het Landkreis Barnim.
Lunow-Stolzenhagen telt 1.185 inwoners.